# 너 그리고 나 (NAVILLERA)
〈너 그리고 나 (NAVILLERA)〉(너 그리고 나 (나빌레라))는 대한민국 걸그룹 여자친구의 노래이다. ‘NAVILLERA’는 조지훈의 시 ‘승무’의 한 구절인 ‘나빌레라’를 인용하였으며, ‘좋아하는 사람에게 나비처럼 날아가고 싶다’라는 의미가 있다. 뮤직비디오 촬영 이후에 안무의 동선과 일부 안무가 추가되었다.

## 차트 성과
음원이 공개되자마자 7개 음원 사이트의 음원 차트에서 1위를 차지하였다.

## 차트

### 주간 차트
| 차트 (2016)                   | 최고 순위 |
| ----------------------------- | --------- |
| 대한민국 (가온 디지털 차트)   | 1         |
| 대한민국 (가온 다운로드 차트) | 1         |
| 대한민국 (가온 BGM 차트)      | 7         |
| 대한민국 (가온 스트리밍 차트) | 1         |